# KZ-Außenlager Rennersdorf

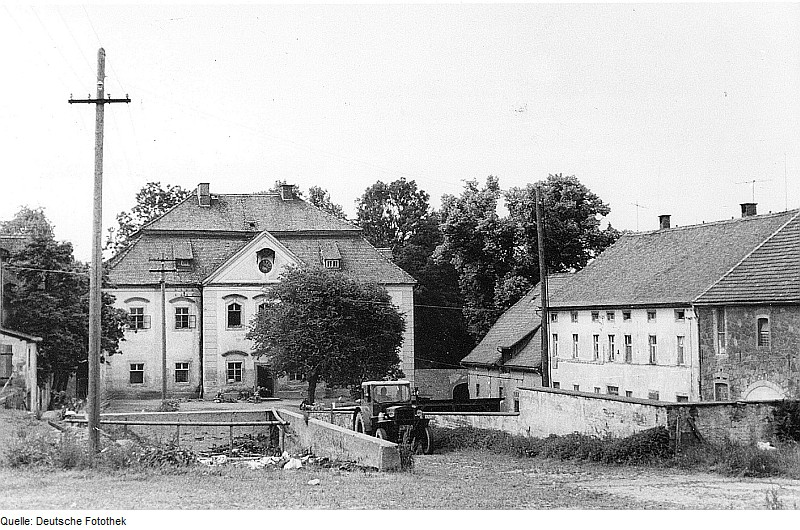
Gut Oberrennersdorf, 1967

Das KZ-Außenlager Rennersdorf war eine Außenstelle des KZ Groß-Rosen in Rennersdorf/O.L. und existierte vom 23. Februar bis zum 10. März 1945. Die größtenteils jüdischen Häftlinge kamen in einem Todesmarsch aus dem KZ-Außenlager Görlitz.

## Unterbringung
Auf Befehl des NSDAP-Kreisleiters Bruno Malitz vom 11. Februar 1945 erfolgte die Evakuierung des KZ-Außenlagers Görlitz vor der heranrückenden Roten Armee. Die Gefangenen wurden nahe dem Berg Eichler im Gut Oberrennersdorf, das 1937 an die Wehrmacht verkauft worden war, untergebracht. Während die Wachmannschaften im Gutshof bzw. in der Schmidt-Mühle Quartier bezogen, wurden die Häftlinge in einem Pferdestall – ca. 70 m außerhalb des Gutes – eingesperrt. Das Lager als solches hatte einen provisorischen Charakter. Es war weder von Stacheldraht eingezäunt, noch durch Wachtürme gesichert.

## Todesopfer
Während des fünfzehntägigen Aufenthalts starben nachweislich zwölf Juden durch Erschießung, Hunger oder Krankheit. Elf der Opfer wurden nach dem Krieg auf dem Rennersdorfer Friedhof beigesetzt, woran ein 1950 errichteter Gedenkstein mit Davidstern erinnert. Der zwölfte Tote wurde vermutlich auf dem Jüdischen Friedhof in Görlitz begraben. 

## Auflösung
Die Häftlinge mussten nach Auflösung des Rennersdorfer Lagers wieder nach Görlitz zurückkehren, um dort Befestigungsanlagen für die Verteidigung der Stadt zu errichten.
In einem Schauprozess gegen Bruno Malitz und den letzten Görlitzer NSDAP-Bürgermeister Hans Meinshausen wurde 1948 die Todesstrafe verhängt.